# Aleurolobus bidentatus
Aleurolobus bidentatus es un hemíptero de la familia Aleyrodidae, con una subfamilia: Aleyrodinae. Fue descrita científicamente en 1940 por Singh.